# 야마구치촌 (야마가타현)
야마구치촌(山口村)은 야마가타현 기타무라야마군에 설치되었던 촌이다.